# Pentaceros decacanthus
Pentaceros decacanthus is een  straalvinnige vissensoort uit de familie van harnashoofdvissen (Pentacerotidae). De wetenschappelijke naam van de soort werd voor het eerst geldig gepubliceerd in 1859 door Günther.
De soort staat op de Rode Lijst van de IUCN als niet bedreigd, beoordelingsjaar 2009.